# Иван Всеволодович (князь стародубский)
Иван Всеволодович (28 августа 1197 — 1247) — удельный князь стародубский с 1238 по 1247 годы. Прозвище, по некоторым родословным, Каша, младший из сыновей Всеволода Юрьевича (Большое Гнездо).

## Биография
После смерти отца принимал участие в борьбе своих старших братьев, Константина и Юрия, за великокняжеский стол, держа сторону второго (1212—1213).
В 1226 году вместе со старшим братом Святославом возглавлял удачный поход владимирских войск на мордву.
После нашествия Батыя великий князь Ярослав Всеволодович дал в удел Ивану только что разорённый татарами Стародуб. В 1246 Иван ездил с Ярославом в Орду. Ему наследовал сын Михаил.
Был погребен в Успенском соборе Владимира, могила утрачена.

## Князья Стародубские и их потомки
Иван Всеволодович стал основателем рода удельных князей Стародубских, который в дальнейшем дал России многие другие, в том числе прославленные в истории фамилии: Пожарские, Хилковы, Ряполовские, Стригины, Татевы, Гундоровы, Тулуповы, Палецкие, Голибесовские, Ромодановские, Кривоборские, Льяловские, Осиповские, Гагарины, Ковровы, Небогатые и Неучкины.